# کاسپار کوک
کاسپار کوک (استونیایی: Kaspar Kokk؛ زادهٔ ۳ اوت ۱۹۸۲) اسکی‌باز صحرانوردی اهل استونی است.
وی در بازی‌های المپیک زمستانی ۲۰۰۶ و بازی‌های المپیک زمستانی ۲۰۱۰ شرکت کرده‌است.